# Carl Schuchhardt
Carl Schuchhardt (født 6. august 1859 i Hannover, død 7. december 1943 i Arolsen) var en tysk arkæolog.
Schuchhardt foretog 1883–1887 rejser i arkæologiskt øjemed gennem Rumænien, Lilleasien og Grækenland, blev 1889 forstander for Kestnermuseet i Hannover og 1908 for den forhistoriske afdeling af det kejserlige museum i Berlin. Blandt hans skrifter må nævnes: Schliemanns Ausgrabungen (1890; 2. oplag 1891; "Schliemanns upptäckter", svensk bearbejdelse ved Julius Centerwall, 1891), Die hannoveranischen Bildhauer der Renaissance 1550–1700 (1909), Alterthümer von Pergamon (I, 1913–1914). Schuchhardt udgav Atlas vorgeschichtlicher Befestigungen in Niedersachsen (1905); han var en af redaktørerne af Prähistorische Zeitschrift.